# Gornji Rogolji
Gornji Rogolji is een plaats in de gemeente Okučani in de Kroatische provincie Brod-Posavina. De plaats telt 34 inwoners (2001).